# 襄垣崇福寺
襄垣崇福寺，又名净福寺、靖福寺，位于山西省长治市襄垣县城内（古韩镇），唐朝创建，明嘉靖四十三年（1564年）重修。乾隆三年（1738），崇福寺前楼重修，为三重檐歇山式楼阁。
2016年6月6日，襄垣崇福寺作为古韩镇古建筑群的一部分，公布为第五批山西省文物保护单位，编号5-76。